# San Ferdinando di Puglia
San Ferdinando di Puglia est une commune de la province de Barletta-Andria-Trani dans les Pouilles, en Italie.

## Histoire
San Ferdinando di Puglia est une ancienne colonie agricole fondée par Ferdinand II de Bourbon et qui fut inaugurée en 1847. Après avoir séjourné au relais de poste de Saint-Cassien ((it) San Cassiano) en 1831, il décida de transférer une partie des habitants des Salines de Barletta à cet endroit. 
Saint-Cassien,  dont on trouve mention dès le XIe siècle était un village appartenant à l'évêché de Canne (Canne della Battaglia). À cette époque, le nord de ce territoire était partagé entre le château de San Giuliano dont on suppose qu'il se trouvait à l'emplacement de l'actuelle ville de Trinitapoli et le monastère Saint-Eustache ((it) San Eustasio). Au sud, en direction de l'ancienne ville médiévale de Canne, on signale l'installation des templiers qui semblent être présents dès le milieu du XIIe siècle. Ils fondèrent une maison du Temple destinée à produire des ressources et disposaient de l'église Sainte-Marie de Salinis ((la) Sancta Maria de saliniis)  aujourd'hui disparue.

## Administration
| Période                                  | Période  | Identité      | Étiquette       | Qualité |
| ---------------------------------------- | -------- | ------------- | --------------- | ------- |
| 28 mai 2002                              | En cours | Carmine Gissi | Centro-Sinistra |         |
| Les données manquantes sont à compléter. |          |               |                 |         |

### Communes limitrophes
Barletta, Canosa di Puglia, Cerignola, Trinitapoli